# Panzerfaust

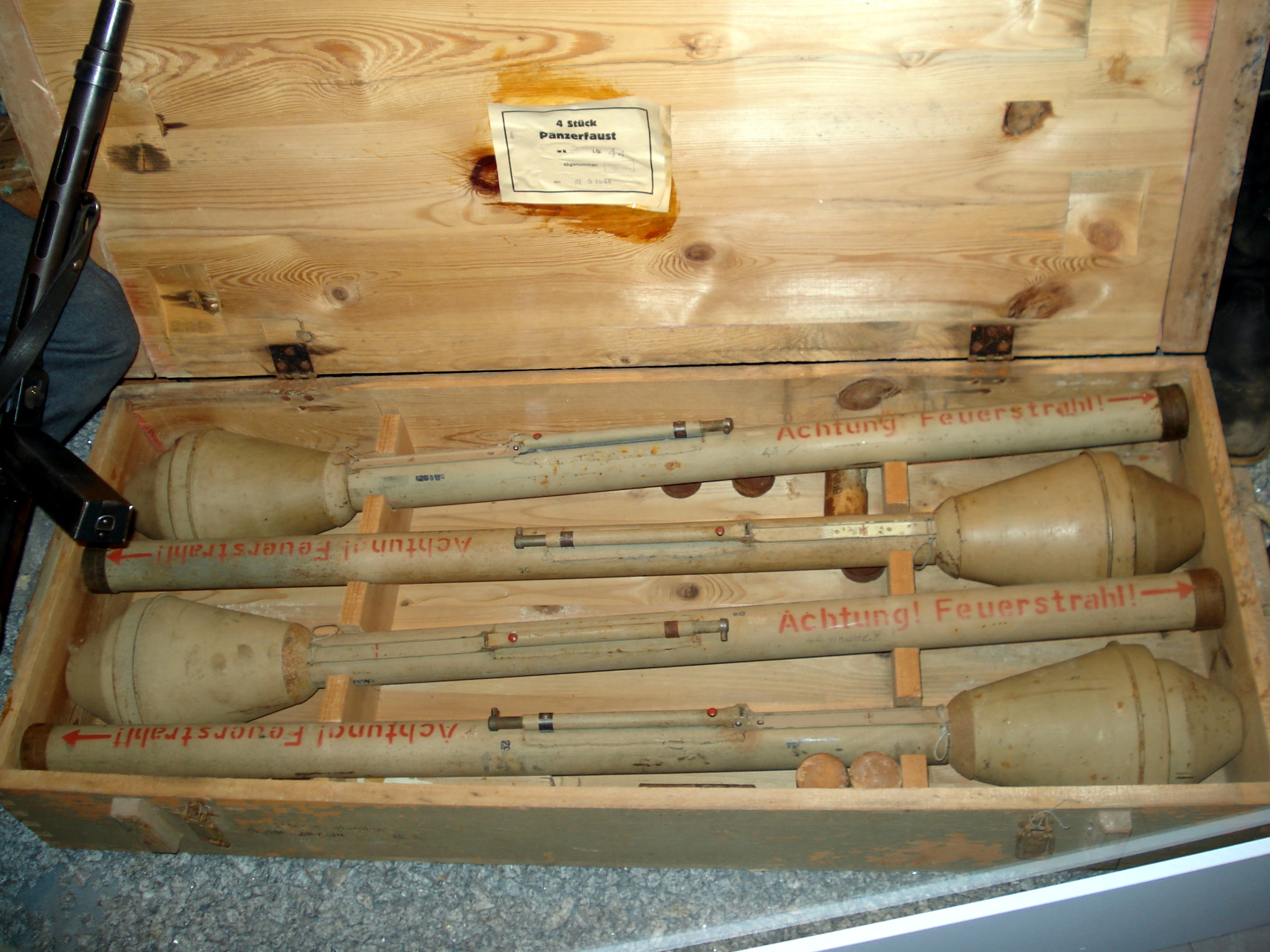
Transportkiste mit „Panzerfäusten 30“, Militärmuseum Helsinki

Die Panzerfaust (auch Panzerabwehrrohr) ist eine deutsche reaktive Panzerbüchse aus dem Zweiten Weltkrieg. Die in großen Stückzahlen produzierte Waffe wurde für die Panzerabwehr konstruiert. Durch ihre große Bekanntheit und die plakative Wirkung der Bezeichnung wurde die Panzerfaust ein Synonym für den gesamten Waffentyp.

## Namensgebung
In der NS-Presse wurde über die neue Waffe erstmals Mitte 1944 gleichzeitig mit dem Panzerschreck berichtet. Beide Kampfmittel wurden dabei als „fliegende Hafthohlladung“ charakterisiert. Vorher wurde „Panzerfaust“ nur im Sinne von „Kampfkraft von Panzern“ bzw. „Panzerschreck“ synonym für „Angst vor Panzern“ verwendet.

## Entwicklung
Auf der Grundlage der Faustpatrone wurde 1942 die Panzerfaust von der Firma Hugo Schneider AG (HASAG) entwickelt.
Das Wirkprinzip der Hohlladungsgeschosse lässt sich bis auf das bereits 1932 entwickelte Tankgewehr TG 70/M34 von Franz Rudolf Thomanek zurückverfolgen. Weitere Forschung führte zur Entdeckung des Auskleidungseffekts und ermöglichte eine Leistungssteigerung, die Thomanek 1939 für ein Patent verwendete.
Im Einsatz wurden Hohlladungen erstmals bei der Erstürmung des Fort Eben-Emael durch deutsche Luftlandetruppen verwendet, um die schweren Panzerkuppeln des Festungswerkes zu zerstören.
Nach dem Angriff auf die Sowjetunion 1941 war die Wehrmacht auch mit Panzertypen konfrontiert, welche mit den vorhandenen Panzerabwehrkanonen, die Wuchtgeschosse verschossen, kaum mehr zu bekämpfen waren. Dies führte zur Entwicklung von Hohlladungsmunition. Insbesondere die Grundlagenarbeit von Thomanek im Institut von Hubert Schardin, an der Technischen Akademie der Luftwaffe (TAL) in Berlin-Gatow schuf die technischen Voraussetzungen für die Entwicklung der Panzerfaust.
Eine Nutzung von Hohlladungen durch die Infanterie wurde durch die Einführung von magnetischen Hafthohlladungen ab 1942 möglich. Hierzu musste jedoch der Infanterist seine Deckung verlassen und die Ladung an der Panzerung des gegnerischen Kampffahrzeugs anbringen. Dieses Verfahren führte zu erheblichen Verlusten, zumal der Panzerbekämpfer nach dem Anbringen der Ladung auch noch eine Deckung erreichen musste. Die Faustpatrone folgte daher dem Prinzip, dem Infanteristen eine vergleichbare Waffe zu verschaffen, die aus einer gewissen Distanz eingesetzt werden konnte. Die Weiterentwicklung der Faustpatrone, um eine leistungsfähigere Ladung über eine größere Distanz einsetzen zu können, führte zur Panzerfaust.

## Technische Beschreibung

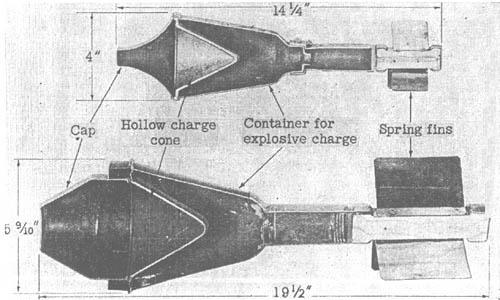
Schnittmodelle der Granaten einer Faustpatrone und Panzerfaust 60, gut zu erkennen ist die konische Hohlladung

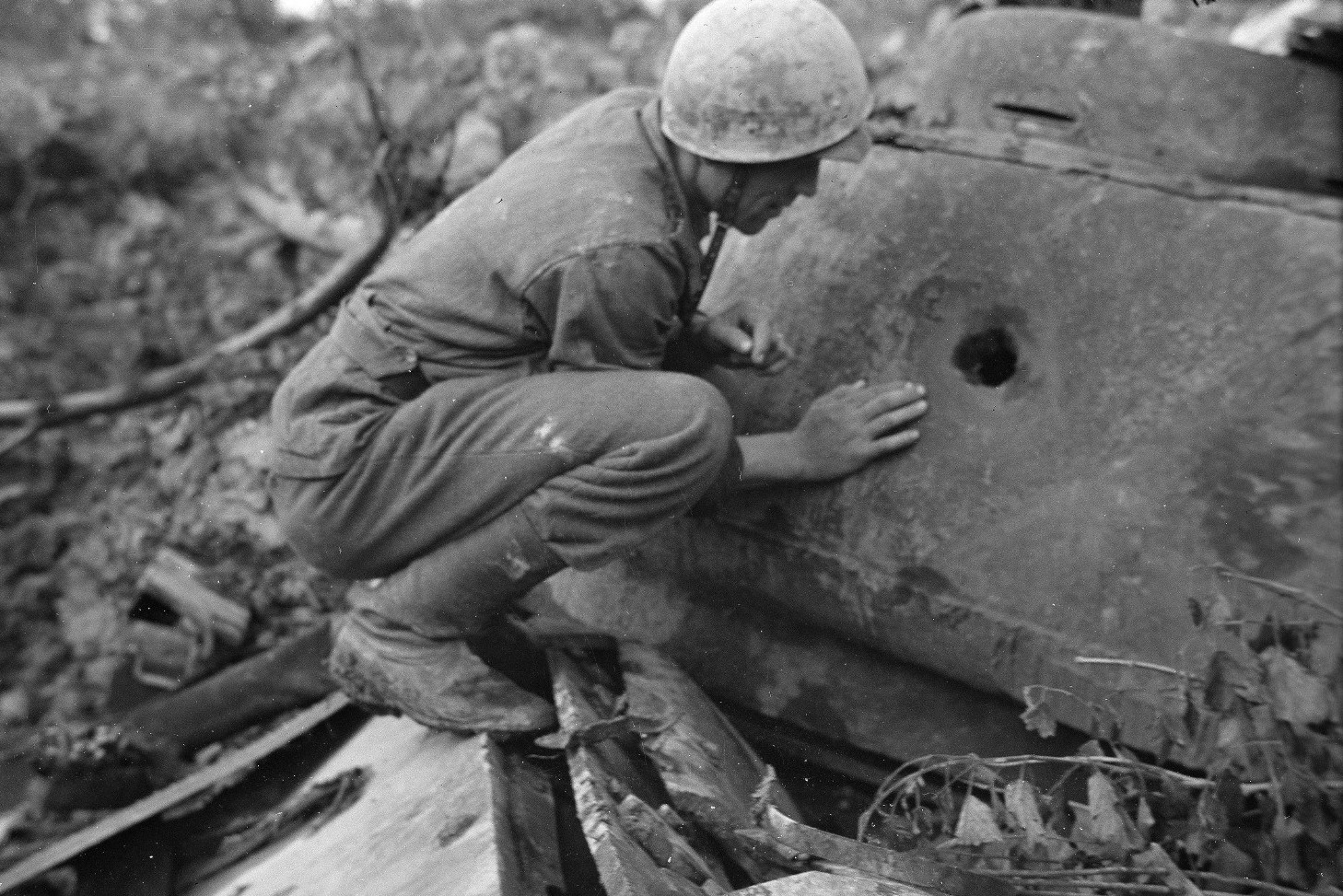
Loch im Geschützturm eines T-34 nach Beschuss mit einer Panzerfaust

Die überwiegend produzierten Panzerfaust 60 und 100 bestehen jeweils aus Kopf und Rohr. Dabei besteht der Kopf aus Kappe, Hohlladung mit Korn (Visier), Zündladung 34, Zünder, Sperre und Flügeln. Am Rohr montiert sind ein aufstellbares Visier, eine seitlich herausziehbare Sicherung (Stift) und der Abzug. Dieses einfache Rohr hatte ein Gesamtgewicht von weniger als 10 kg. Der an der Vorderseite eingeschobene Gefechtskopf wiegt 3,3 kg und enthält ungefähr 1,6 kg Sprengstoff. Auf dem Abschussrohr befindet sich eine aufklappbare Metallschiene, die als einfaches, offenes Visier dient, für den Einsatz bei Nacht sollten (auch auf dem Korn) Leuchtfarben aufgebracht sein. In der Metallschiene (Visier) befinden sich Löcher (Lochkimme) mit Meterangaben (30, 60, 80 bei Panzerfaust 60). Querfahrende Ziele mussten je nach Entfernung mit einem Vorhalt anvisiert werden, der abhängig von der Geschwindigkeit war.
Die Panzerfaust verschießt Hohlladungsgeschosse nach dem Prinzip des rückstoßfreien Geschützes. Die Rückstoß-Energie des Projektils wird durch die Energie einer sich entgegengesetzt nach hinten bewegenden Masse oder auch Gasmenge ausgeglichen. Der nach hinten austretende Strahl kann auf kurze Entfernung (3 m) tödlich sein. Werksseitig wurde eine Bedienungsanleitung auf dem Kopf aufgeklebt und das Rohr mit einem Warnhinweis „Starker Feuerstrahl“ sowohl nach vorne und auch nach hinten versehen.

## Produktion
Die Waffen wurden von zehntausenden Zwangsarbeitern unter menschenunwürdigen Bedingungen an verschiedenen Firmenstandorten in Deutschland und Polen sowie unter anderem im KZ-Außenlager Schlieben produziert.

## Einsatz

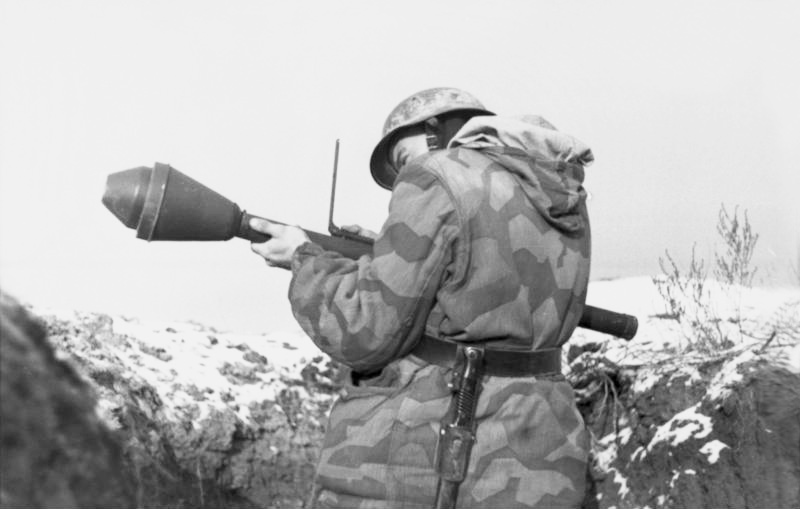
Soldat mit Panzerfaust, Ukraine, Dezember 1943

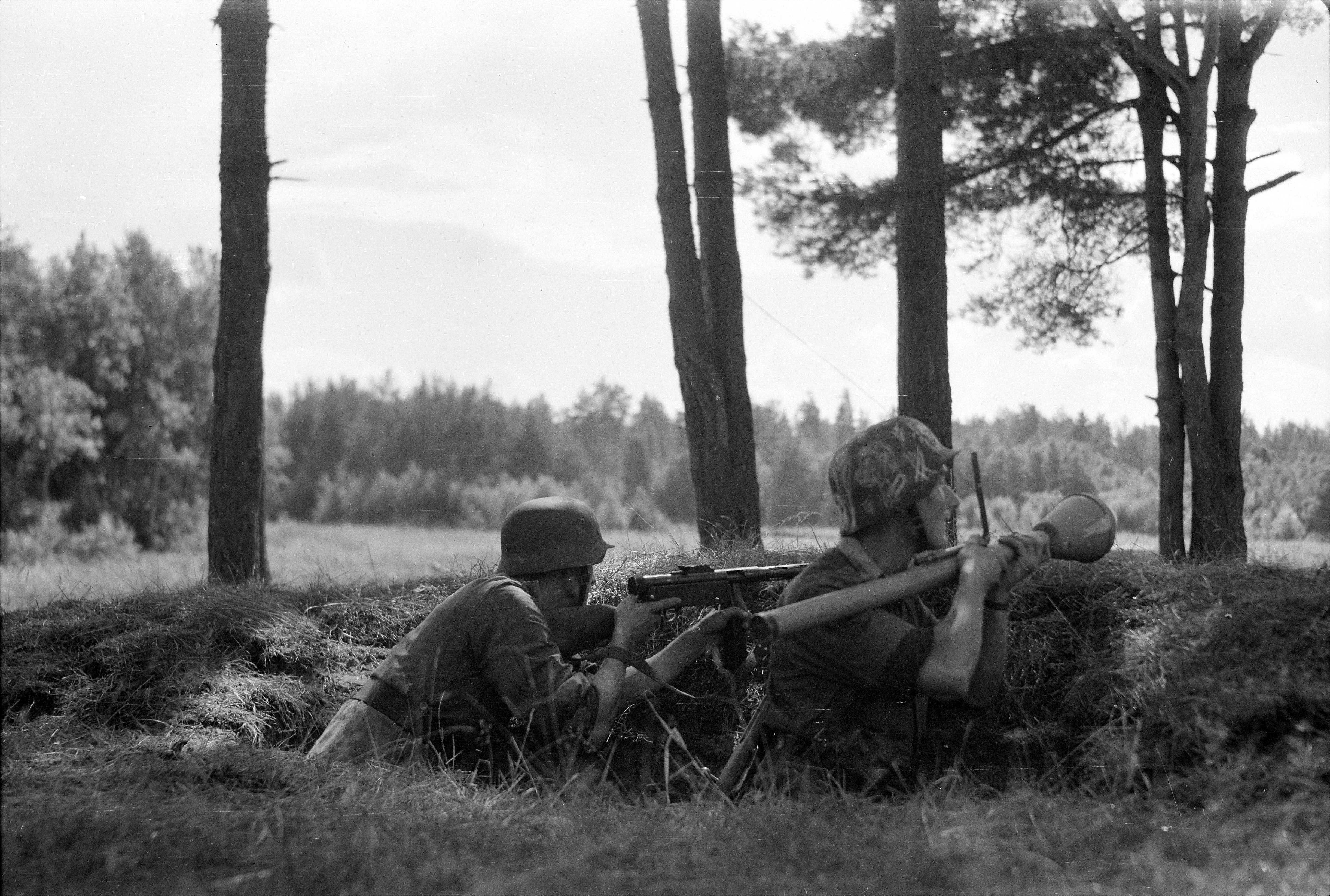
Finnische Soldaten mit Panzerfaust

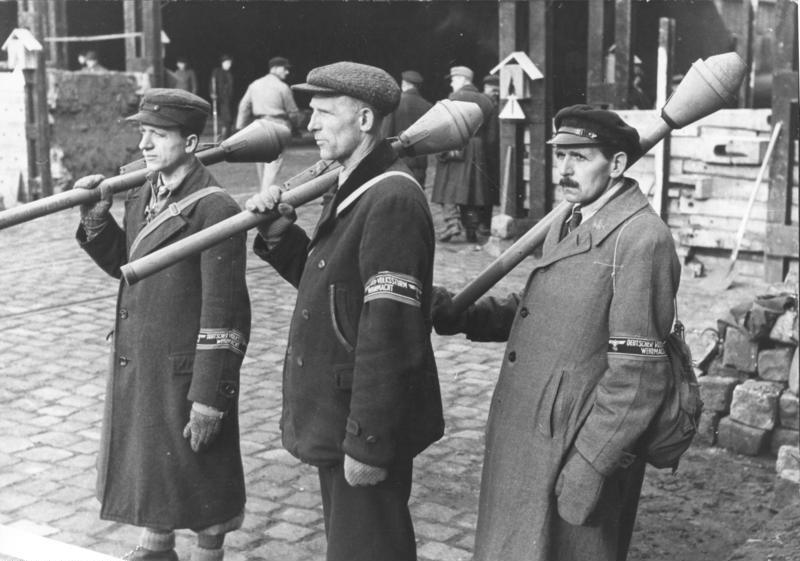
Volkssturmmänner mit Panzerfäusten in Berlin, März 1945

Abgeschossen wurde die Panzerfaust entweder von der Schulter oder unter der Schulter, eingeklemmt zwischen Oberarm und Rumpf.
Die Abschussvorrichtung (Rohr) war eigentlich als Wegwerfwaffe konzipiert. Die Rohre wurden jedoch oftmals auf Kompanie-, Bataillons- oder Regimentsebene gesammelt und in der Waffenmeisterei nachgeladen.
Während des Zweiten Weltkrieges wurden durch die Wehrmacht drei Ausführungen eingesetzt: Die Panzerfaust 30 wurde seit dem August 1943 ausgeliefert. Die „30“ gab die Reichweite in Metern an. Später folgten die Panzerfaust 60 und die Panzerfaust 100.
Nach Eike Middeldorf war der effektive Einsatz auf unter 80 Meter beschränkt. Als die Rote Armee im Januar 1945 ihre Panzer mit einem schützenden Gürtel von Infanteristen im Umkreis von 100 bis 200 m umgab, brachen die Abschusserfolge drastisch ein, und der Panzernahkampf war nur noch bei besonders günstigen Versteckmöglichkeiten möglich.
Allein 1945 wurden noch über 2 Millionen Panzerfäuste hergestellt und an Soldaten sowie an den Volkssturm ausgegeben. Insgesamt wurden 6,7 Millionen Panzerfäuste produziert.
Auch Finnland wurde als Verbündeter Deutschlands (bis September 1944) mit Panzerfäusten beliefert. Die Rote Armee erbeutete große Mengen der Panzerfaust und setzte diese ebenfalls ein, da ihr keine vergleichbare eigene Waffe zur Verfügung stand.
Ein großes Problem beim Einsatz dieser Waffe war, dass der Schütze durch den nach hinten austretenden Gasstrahl der Panzerfaust seinen Standort sehr deutlich markierte und somit verriet.

## Technische Daten
(Quellen: )
| Bezeichnung     | Gewicht in kg | Gewicht der Treibladung in g | Ø des Gefechtskopfes in mm | Geschwindigkeit Vmax in m/s | effektive Schussweite in m | Durchschlags- leistung in mm |
| --------------- | ------------- | ---------------------------- | -------------------------- | --------------------------- | -------------------------- | ---------------------------- |
| Faustpatrone 30 | 2,7–3,2       | 70                           | 100                        | 28                          | 30                         | 140                          |
| Panzerfaust 30  | 6,6           | 95–100                       | 149                        | 30                          | 40                         | 140                          |
| Panzerfaust 60  | 8,5           | 120–134                      | 149                        | 45                          | 80                         | 200                          |
| Panzerfaust 100 | 9,4           | 190–200                      | 149                        | 45                          | 100                        | 200                          |
| Panzerfaust 150 | 6,5           | 190–200                      | 106                        | 85                          | 150                        | 280–320                      |

## Weiterentwicklung
Ein weiteres Modell, die Panzerfaust 150, mit 150 Metern Reichweite wurde von Februar 1945 bis zum Ende des Krieges in der vergleichsweise geringen Stückzahl von etwa 100.000 hergestellt. Charakteristisch war dabei die Granate, welche länger und schmaler war, was sie stromlinienförmiger machte. Ein optional montierbarer Splitterring (sog. „Splitterfaust“) verbesserte die Einsatzmöglichkeit als Antipersonenwaffe. Die Panzerfaust 150 war, wie ihre Vorgänger, eine nicht nachladbare Wegwerfwaffe.
Geplant war eine nachladbare Variante, deren Entwicklung aber vor dem Kriegsende noch nicht abgeschlossen war. Diese nachladbare Panzerfaust 250 kam nie über die Planungsphase hinaus. Komplett geändert wurde auch die Abschussvorrichtung, denn sie ähnelte nun stark einem Pistolengriff mit gewöhnlichem Abzug. Verbessert wurden jeweils auch die Reichweite und die Granate. Sowohl die USA wie auch die Sowjetunion erbeuteten Pläne der Waffe. Die Panzerfaust 250 beeinflusste daher maßgeblich die Entwicklung der sowjetischen RPG-2.

## Bundeswehr heute
Aktuell verwendet die Bundeswehr zur Panzerabwehr – nach Ablösung der lange genutzten leichten Panzerfaust 44 mm sowie der schweren Panzerfaust 84 mm „Carl Gustaf“ – die Panzerfaust 3 sowie das Wirkmittel 90.